# Internationaler Flughafen Chinchero

i7
i11
i13
Der Internationale Flughafen Chinchero ist ein in Bau befindlicher Flughafen auf dem Gebiet der peruanischen Stadt Chinchero, etwa 15 Kilometer nordwestlich der Großstadt Cusco.
Der Baubeginn erfolgte im Januar 2019 mit umfangreichen Erdarbeiten. Die Baukosten sollten ursprünglich etwa 600 Millionen US-Dollar betragen, später 770 Millionen, wobei der Staat ursprünglich knapp die Hälfte übernehmen sollte – der Staat investierte insbesondere 200 Millionen in die vorausgehenden Erdarbeiten, um das mit Problemen kämpfende private Projekt am Laufen zu halten. Die Fertigstellung war Stand Ende 2019 für das Jahr 2024 geplant. Der Flughafen soll den aktuellen Flughafen Cusco ersetzen und durch eine längere Landebahn auch Langstreckenflüge in die Region ermöglichen. Kritiker des Projekts befürchten unter anderem eine weitere Zerstörung des Welterbes Machu Picchu durch zunehmende Touristenzahlen und bemängeln die Beeinträchtigung der Umwelt durch den Bau selbst.
Während der COVID-19-Pandemie wurden die Arbeiten am Flughafen zwischenzeitlich unterbrochen. In der Folge wurde die geplante Eröffnung auf das Jahr 2025 verschoben.